# Основний бойовий танк

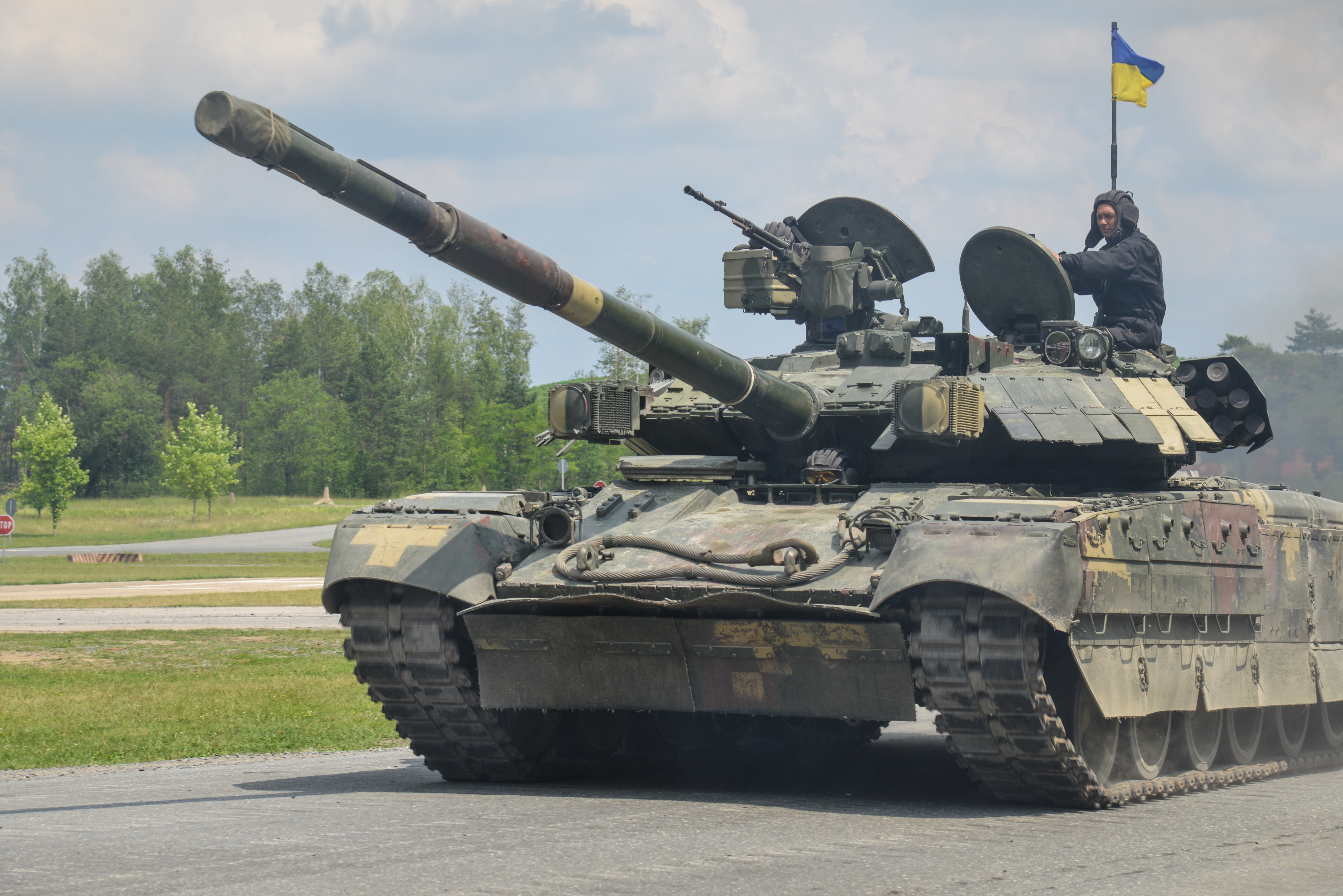
Основний бойовий танк Т-84 Збройних сил України

Основний бойовий танк, ОБТ (англ. main battle tank, MBT; також основний танк) — різновид танків багатоцільового призначення, що суміщає високі характеристики вогневої потужності, захисту й рухливості. У цьому типі танків поєднується рухливість і пристосованість до масового виробництва середніх танків з високим рівнем захисту та озброєнням важких танків.
Слово «основний» означає не серійність чи поширеність у війську, а концепцію танка, призначеного для виконання головних задач поля бою. Тобто, основним бойовим танком може вважатись і дослідний зразок, якщо він розробляється на роль ОБТ.

## Історія розвитку
Після Другої світової війни з накопиченням досвіду і новими конструкторськими розробками різниця між важким танком та середнім почала дуже швидко зменшуватись. Практично в 60-х роках попередній поділ втратив сенс. Відбувається перехід до другого післявоєнного покоління танків, при якому зникає важкий і середній танки замінюються на основний бойовий танк.
Ці танки стають основою збройних сил більшості технічно-розвинутих країн світу.
Існує доволі різноманітний арсенал методів для обґрунтування оперативних вимог до спроможностей бойових танків майбутнього. Серед них, наприклад, оригінальним став проект, започаткований TARDEC (США) щодо ідентифікації критичних вимог до основного бойового танку НАТО (Main Battle Tank, MBT), здатного протистояти загрозам на європейському театрі бойових дій.
На виставці Eurosatory влітку 2024 року провідні європейські компанії представили свої перспективні варіанти: Leclerc Evolution, EMBT-ADT 140, Leopard 2A-RC 3.0 та KF51-U, які можуть демонструвати особливості танків наступного покоління. Спільними рисами цих машин є спроба переміщення екіпажу з масивної башти вглиб машини, що може зменшити вагу на 10-20%. Машини отримали гармати калібру 130-140 мм, попри те, що танкові сутички виявились рідкісними в сучасному бою. Також на них встановлено комплекси активного захисту та кулемети або автоматичні гармати з програмованими снарядами для протидії безпілотникам.

## Походження терміна
Термін «основний бойовий танк» походить від англ. main battle tank. В СРСР до Другої світової існувало поняття основних танків, але тоді воно використовувалось в іншому значенні та позначало кілька різновидів. У сучасному значенні радянські джерела використовують поняття щонайменше з 1960-х років.
Навіть коли цей термін уже був вживаний, не завжди ним були офіційно позначені відповідні йому танки. В СРСР танки Т-64, Т-64А і Т-72, хоч і відповідали концепції ОБТ, брались на озброєння як «середні танки». Щобільше, Т-72 важив 41 тонну та за радянським підходом до класифікації за масою, вважався би важким танком — однак, оскільки він продовжував концепцію Т-64, то був зарахований до середніх. Приблизно між 1975 і 1979 року танки почали брати на озброєння як «основні». У США в офіційних документах M48 позначались як «середні», а від M60A1 — як «бойові танки» (наприклад, M1A1 Abrams має повне найменування «Tank, Combat, Full Tracked, 105 mm Gun, M1A1»), тоді як базовий M60 з невідомих причин отримав позначення «основного бойового» («Tank, Main Battle, 105 mm Gun, M60»).

## Оператори

### 2020-ті роки
|                                                                | Росія  | США  | Китай | Індія | Туреччина | Єгипет | КНДР  | Пакистан | Пд Корея | Україна | Іран  | Ізраїль | Польща | Німеччина | Велика Британія | Франція |
| -------------------------------------------------------------- | ------ | ---- | ----- | ----- | --------- | ------ | ----- | -------- | -------- | ------- | ----- | ------- | ------ | --------- | --------------- | ------- |
| На службі                                                      | 3330   | 2509 | ?     | 3640  | 2378      | 2480   | ?     | ?        | ?        | 987+    | ?     | 490     | ?      | 245       | ?               | ?       |
| На зберіганні                                                  | 10 200 | 3700 | ?     | 1100  | 2000      | 1140   | ?     | ?        | ?        | 1132    | ?     | 880     | ?      | 78        | ?               | ?       |
| Всього                                                         | 13 530 | 6209 | 5650+ | 4740  | 4378      | 3620   | 3500+ | 2467     | 2321     | 2119+   | 1513+ | 1370    | 808    | 323       | 227             | 222     |
| ? означає, що в джерелі вказано лише загальну кількість танків |        |      |       |       |           |        |       |          |          |         |       |         |        |           |                 |         |

## Історія за країнами

### Україна
Після розпаду СРСР 1991 року на території України залишився один із чотирьох основних виробників радянських танків — Завод імені Малишева, котрий за часів СРСР виготовляв Т-54, Т-64 і Т-80УД, а також Харківське конструкторське бюро машинобудування (ХКБМ), яке ці танки розробило. Брак фінансування та залежність від російських деталей призвели до занепаду виробництва. Після розпаду СРСР Україна успадкувала близько 9000 танків, частину з яких визнали застарілими, після чого продали, утилізували або відправили на зберігання.
За допомогою часткової локалізації виробництва ХЗТМ зміг розробити й поставити до Пакистану з 1997 до 1999 року 320 танків Т-80УД, з яких 175 були виготовленими з нуля. На основі Т-80УД було розроблено вже український танк Т-84, але їх було виготовлено невеликою серією. На основі нього 2009 року створили сучасний основний бойовий танк «Оплот-М», які постачали на експорт до Таїланду в кількості 49 одиниць, але в українському використанні було лише кілька танків.
Основним типом танків Сил оборони України був Т-64БВ. Після початку війни на сході України 2014 року Україна почала модифікувати Т-64, повертати в стрій танки Т-72Б, Т-72АВ та доводити старі Т-72 до рівня Т-72АМТ і Т-80БВ. Також українська промисловість виготовляла серійні модифікації БМ «Булат», Т-64БМ2.
Після початку війни на сході Україна значно модернізувала наявні танки. Загальна чисельність танків складала на лютий 2021 року до 800—900 танків, що було найбільшим танковим парком у Європі. Це переважно Т-64 та Т-72, модернізовані та не модернізовані. Основна модель — Т-64БВ (близько 600 танків). Сучасніші Т-80 складали незначну частину, а сучасні українські Т-84 «Оплот» наявні в зовсім незначній кількості — близько 10. В Україні регулярно озвучувалися обіцянки закуповувати для армії найновіший БМ «Оплот», але їхня вартість (150 млн гривень) в 3-4 рази перевищувала вартість модернізації старих танків. За оцінкою оглядачів і фахівців, було доцільніше модернізувати наявні танки до рівня Т-64БВ зр. 2017, Т-72АМТ та Т-80БВ, ніж випускати БМ «Оплот».
Під час російського вторгнення з 2022 року Сили оборони захопили сотні російських танків, а також отримали в рамках МТД від союзників сотні як старих радянських танків, так і сучасних західних M1 Abrams, Leopard 2, Challenger 2 тощо.

## Бойове застосування

### Російсько-українська війна
Основні бойові танки відіграли важливу роль у російсько-українській війні, що розпочалась у 2014 році. Зокрема, в період з 2014 по 2018-й рік до Збройних Сил України на комплектацію додатково сформованих танкових підрозділів, включаючи танкову бригаду Корпусу резерву, було додатково поставлено понад 500 танків. Танкові роти у бригадах Десантно-штурмових військ ЗС України почали формувати у 2015 році (тоді — Високомобільні десантні війська), їх озброєння тривало до 2017 року.
З початком повномасштабного Російського вторгнення в Україну, танки почали відігравати важливу роль у наступах та оборонах населених пунктів та міст. На сьогоднішній день 11.01.23 більше 1800(?) танків знищено з кожної сторони[джерело?]. На сьогоднішній день[коли?] Збройні Сили України захопили більше 750 танків ворога (це майже весь танковий кулак України до повномасштабного вторгнення) які становлять ±15 % відсотків від дієздатної танкової армії РФ. Захоплено танки таких моделей як:Т-64БВ,Т-64Б, Т-80 різних модифікацій, Т-90[джерело?].
Від початку повномасштабного російського вторгнення з лютого 2022 року тактика застосування танків російськими загарбниками зазнавала істотних змін. Якщо на початку батальйонні-тактичні групи застосовували бронетанкові роти для прориву української оборони та виходу на оперативну глибину, то після великих втрат застосування танків звелось до трьох основних сценаріїв:
- доповнення артилерії, ведення ураження цілей непрямим наведенням,
- вогнева підтримка піхоти з відстані від 2 км. Тут особливе значення мають кращі оптичні прилади та бронезахист. Повернуті в стрій Т-55 та Т-62 виконують роль, по суті, бойових машин піхоти але з потужнішим озброєнням та захистом.
- вогневі нальоти на позиції Сил Оборони України, особливо під час ротацій.

Російські військові також почали застосовувати спеціальні покриття та вносити зміни у вихлопну систему для зменшення інфрачервоної сигнатури танків, застосовувати їх рано у сутінках, коли температура корпусу мало відрізняється від температури навколишнього середовища, тощо. Деякі з цих заходів виявились ефективними проти ПТРК з інфрачервоним наведенням.
Системи динамічного захисту виявились доволі ефективними. А танкові битви (танки проти танків) — вкрай нечастими.

## Головнітактико-технічні характеристикисучасних основних бойових танків
| Тактико-технічні характеристики сучасних основних бойових танків | Тактико-технічні характеристики сучасних основних бойових танків                            | Тактико-технічні характеристики сучасних основних бойових танків | Тактико-технічні характеристики сучасних основних бойових танків       |
| ---------------------------------------------------------------- | ------------------------------------------------------------------------------------------- | ---------------------------------------------------------------- | ---------------------------------------------------------------------- |
| {\displaystyle M}                                                | Бойова маса (загальна вага танка в бойовому стані) в тоннах                                 | {\displaystyle V}                                                | Максимальна швидкість (по шосе) в кілометрах на годину                 |
| {\displaystyle L}                                                | Довжина (загальна довжина танка з гарматою вперед) в міліметрах                             | {\displaystyle L_{k}}                                            | Запас ходу по шосе (без встановлення додаткових баків) в кілометрах    |
| {\displaystyle L^{w}}                                            | Ширина (від гусениці до гусениці, без бортових екранів) в міліметрах                        | {\displaystyle B}                                                | Кількість пострілів з основної гармати                                 |
| {\displaystyle H}                                                | Висота (по даху башти) в міліметрах                                                         | {\displaystyle C}                                                | Калібр основної гармати в міліметрах                                   |
| {\displaystyle W}                                                | Потужність силової установки (двигуна) танка в кінській силі                                | На озброєнні                                                     | Рік прийняття на озброєння першої моделі                               |
| {\displaystyle N}                                                | Питома потужність (відношення потужності {\displaystyle W} до маси {\displaystyle M} танка) | Активний захист                                                  | Відсутність чи наявність систем активного захисту (APS)                |
| {\displaystyle E}                                                | Екіпаж танка (чоловік)                                                                      | Динамічний захист                                                | Відсутність чи наявність систем динамічного захисту (ERA, NxRA, SLERA) |

| Порівняння ТТХ сучасних основних бойових танків | Порівняння ТТХ сучасних основних бойових танків | Порівняння ТТХ сучасних основних бойових танків | Порівняння ТТХ сучасних основних бойових танків | Порівняння ТТХ сучасних основних бойових танків | Порівняння ТТХ сучасних основних бойових танків | Порівняння ТТХ сучасних основних бойових танків | Порівняння ТТХ сучасних основних бойових танків | Порівняння ТТХ сучасних основних бойових танків | Порівняння ТТХ сучасних основних бойових танків | Порівняння ТТХ сучасних основних бойових танків | Порівняння ТТХ сучасних основних бойових танків | Порівняння ТТХ сучасних основних бойових танків | Порівняння ТТХ сучасних основних бойових танків | Порівняння ТТХ сучасних основних бойових танків | Порівняння ТТХ сучасних основних бойових танків |
| Список можна сортувати. Натисніть назву колонки яку потрібно відсортувати. Клацніть знову, щоб змінити порядок сортування. Оновіть сторінку щоб відновити до початкового виду. | Список можна сортувати. Натисніть назву колонки яку потрібно відсортувати. Клацніть знову, щоб змінити порядок сортування. Оновіть сторінку щоб відновити до початкового виду. | Список можна сортувати. Натисніть назву колонки яку потрібно відсортувати. Клацніть знову, щоб змінити порядок сортування. Оновіть сторінку щоб відновити до початкового виду. | Список можна сортувати. Натисніть назву колонки яку потрібно відсортувати. Клацніть знову, щоб змінити порядок сортування. Оновіть сторінку щоб відновити до початкового виду. | Список можна сортувати. Натисніть назву колонки яку потрібно відсортувати. Клацніть знову, щоб змінити порядок сортування. Оновіть сторінку щоб відновити до початкового виду. | Список можна сортувати. Натисніть назву колонки яку потрібно відсортувати. Клацніть знову, щоб змінити порядок сортування. Оновіть сторінку щоб відновити до початкового виду. | Список можна сортувати. Натисніть назву колонки яку потрібно відсортувати. Клацніть знову, щоб змінити порядок сортування. Оновіть сторінку щоб відновити до початкового виду. | Список можна сортувати. Натисніть назву колонки яку потрібно відсортувати. Клацніть знову, щоб змінити порядок сортування. Оновіть сторінку щоб відновити до початкового виду. | Список можна сортувати. Натисніть назву колонки яку потрібно відсортувати. Клацніть знову, щоб змінити порядок сортування. Оновіть сторінку щоб відновити до початкового виду. | Список можна сортувати. Натисніть назву колонки яку потрібно відсортувати. Клацніть знову, щоб змінити порядок сортування. Оновіть сторінку щоб відновити до початкового виду. | Список можна сортувати. Натисніть назву колонки яку потрібно відсортувати. Клацніть знову, щоб змінити порядок сортування. Оновіть сторінку щоб відновити до початкового виду. | Список можна сортувати. Натисніть назву колонки яку потрібно відсортувати. Клацніть знову, щоб змінити порядок сортування. Оновіть сторінку щоб відновити до початкового виду. | Список можна сортувати. Натисніть назву колонки яку потрібно відсортувати. Клацніть знову, щоб змінити порядок сортування. Оновіть сторінку щоб відновити до початкового виду. | Список можна сортувати. Натисніть назву колонки яку потрібно відсортувати. Клацніть знову, щоб змінити порядок сортування. Оновіть сторінку щоб відновити до початкового виду. | Список можна сортувати. Натисніть назву колонки яку потрібно відсортувати. Клацніть знову, щоб змінити порядок сортування. Оновіть сторінку щоб відновити до початкового виду. | Список можна сортувати. Натисніть назву колонки яку потрібно відсортувати. Клацніть знову, щоб змінити порядок сортування. Оновіть сторінку щоб відновити до початкового виду. |
| Танк | {\displaystyle M} | {\displaystyle L} | {\displaystyle L^{w}} | {\displaystyle H} | {\displaystyle W} | {\displaystyle N} | {\displaystyle E} | {\displaystyle V} | {\displaystyle L_{k}} | {\displaystyle B} | {\displaystyle C} | На озброєнні | Динамічний захист | Активний захист | Джерела |
| --- | --- | --- | --- | --- | --- | --- | --- | --- | --- | --- | --- | --- | --- | --- | --- |
| БМ «Оплот» Україна | 51 | 9720 | 3400 | 2285 | 1200 | 24,7 | 3 | 70 | 400 | 46 | 125 | 2009 | «Дуплет» | «Варта» | 12 |
| Т-90С Росія | 46,5 | 9530 | 3370 | 2280 | 1000 | 21,5 | 3 | 60 | 450 | 42 | 125 | 2005 | так | «Штора-1» | 1 2 |
| Leopard 2A6M Німеччина | 62,5 | 10970 | 3030 | 2640 | 1500 | 24,0 | 4 | 68 | 500 | 42 | 120 | 2004 | так | «MUSS» | 1 2 |
| Merkava Mark IV Ізраїль | 65 | 9040 | 3720 | 2660 | 1500 | 23,0 | 4 | 64 | 500 | 48 | 120 | 2003 | «LAHAT» | «Trophy» | 1 2 |
| Abrams M1A2SEP США | 63 | 9830 | 3650 | 2370 | 1500 | 23,8 | 4 | 68 | 426 | 48 | 120 | 2000 | «ARAT» | «AN/VLQ-6 MCD» | 1 2 3 |
| РТ-91А Польща | 45,3 | 9670 | 3600 | 2200 | 1000 | 21,8 | 3 | 60 | 480 | 42 | 125 | 2010 | «ERAWA» | «OBRA-3» | 1 2 3 4 |
| Leclerc Франція | 54,5 | 9870 | 3710 | 2530 | 1500 | 27,52 | 3 | 72 | 500 | 40 | 120 | 1992 | так | н/д | 1 2 |
| Challenger 2 Велика Британія | 62,5 | 11500 | 3500 | 2490 | 1200 | 19,2 | 4 | 56 | 450 | 52 | 120 | 2002 | так | н/д | 1 2 |
| K1А1 (тип 88) Південна Корея | 53,1 | 9710 | 3600 | 2250 | 1200 | 22 | 4 | 65 | 500 | 32 | 120 | 2000 | н/д | ні | 1 2 3 |
| тип 99А2 КНР | 58 | 11000 | 3400 | 2250 | 1500 | 27,8 | 3 | 65 | 450 | 32 | 125 | 2000 | FY-4 | JD-3 | 1 2 |
| Arjun Mk.1 Індія | 57,6 | 10638 | 3864 | 2320 | 1400 | 23,9 | 4 | 70 | 450 | 39 | 120 | 2011 | ні | ні | 12 |
| C1 Ariete Італія | 54 | 9670 | 3420 | 2510 | 1247 | 23 | 4 | 65 | 550 | 42 | 120 | 1995 | ні | так | 1 2 |
| Al-Khalid Пакистан | 48 | 10070 | 3500 | 2400 | 1200 | 26 | 3 | 72 | 500 | 39 | 125 | 2001 | так | «Варта» | 1 2 |
| Тип 10 Японія | 44 | 9485 | 3240 | 2300 | 1200 | 27 | 3 | 70 | н\д | н\д | 120 | 2010 | н\д | н\д | 1 2 |
| Zulfiqar Іран | 36 | 7000 | 3600 | 2400 | 780 | 21,7 | 3 | 70 | 450 | н\д | 125 | 1996 | ні | ні | 1 |

### Питома потужність двигуна
| Країна-виробник | Модель танка | Бойова маса, т | Потужність двигуна, к.с. | Питома потужність, к.с./т | Тип двигуна          |
| --------------- | ------------ | -------------- | ------------------------ | ------------------------- | -------------------- |
| Франція         | Леклерк      | 54,6           | 1500                     | 27,4                      | дизельний двигун     |
| Росія           | Т-80У-М1     | 46,0           | 1250                     | 27,2                      | газотурбінний двигун |
| Україна         | Т-84         | 46,0           | 1200                     | 26,1                      | дизельний двигун     |
| США             | М1А2 Абрамс  | 62,5           | 1500                     | 24,0                      | газотурбінний двигун |
| Німеччина       | Леопард-2А5  | 62,5           | 1500                     | 24,0                      | дизельний двигун     |
| Ізраїль         | Меркава Mk.4 | 65,0           | 1500                     | 23,1                      | дизельний двигун     |
| Росїя           | Т-90С        | 46,5           | 1000                     | 21,5                      | дизельний двигун     |
| Ізраїль         | Меркава Mk.3 | 60,0           | 1200                     | 20,0                      | дизельний двигун     |
| Велика Британія | Челленджер 2 | 62,5           | 1200                     | 19,2                      | дизельний двигун     |

### Питомий тиск на ґрунт
| Країна-виробник | Модель танка | Бойова маса, т | Питомий тиск на ґрунт, кг/см² |
| --------------- | ------------ | -------------- | ----------------------------- |
| Німеччина       | Леопард-2    | 62,5           | 0,85                          |
| Росія           | Т-90         | 46,5           | 0,85                          |
| Росія           | Т-80У        | 46,0           | 0,85                          |
| Україна         | Т-84У Оплот  | 48             | 0,93                          |
| Велика Британія | Челленджер-2 | 62,5           | 0,98                          |
| Франція         | Леклерк      | 54,6           | 1,00                          |
| США             | М1А2 Абрамс  | 62,5           | 1,07                          |

### Озброєння
| Країна-виробник | Модель танка | Модель гармати                                                                        | Тип гармати    | Калібр гармати, мм | Наявність автомата заряджання |
| --------------- | ------------ | ------------------------------------------------------------------------------------- | -------------- | ------------------ | ----------------------------- |
| Франція         | Леклерк      | CN-120-26 (довжина жерла 52 калібри)                                                  | гладкоствольна | 120                | +                             |
| Росія           | Т-90         | 2А46М (гармата—пусковий пристрій)                                                     | гладкоствольна | 125                | +                             |
| Росія           | Т-80У-М1     | 2А46М-1 (гармата—пусковий пристрій)                                                   | гладкоствольна | 125                | +                             |
| Україна         | Т-84У Оплот  | КБА3 (гармата—пусковий пристрій)                                                      | гладкоствольна | 125                | +                             |
| США             | М1А2 Абрамс  | M256 (німецька, виготовлена за ліцензією, довжина жерла 44 калібри)                   | гладкоствольна | 120                | -                             |
| Німеччина       | Леопард-2А5  | L44, удосконалений варіант Rh-M-120, довжина жерла 55 (за іншими даними, 52) калібрів | гладкоствольна | 120                | -                             |
| Ізраїль         | Меркава Mk.4 | MG-253                                                                                | гладкоствольна | 120                | -                             |
| Ізраїль         | Меркава Mk.3 | MG-251                                                                                | гладкоствольна | 120                | -                             |
| Велика Британія | Челленджер-2 | L30E4                                                                                 | нарізна        | 120                | -                             |